# Trithemis festiva
Trithemis festiva е вид водно конче от семейство Libellulidae. Видът не е застрашен от изчезване.

## Разпространение
Разпространен е в Афганистан, Виетнам, Гърция, Индия, Индонезия (Бали, Калимантан, Малки Зондски острови, Папуа, Сулавеси, Суматра и Ява), Ирак, Иран, Камбоджа, Кипър, Китай, Лаос, Малайзия (Западна Малайзия, Сабах и Саравак), Мианмар, Непал, Пакистан, Папуа Нова Гвинея, Провинции в КНР, Русия, Сингапур, Тайван, Тайланд, Турция, Филипини, Хонконг и Шри Ланка.